# Rhagodia drummondii
Rhagodia drummondii är en amarantväxtart som beskrevs av Horace Bénédict Alfred Moquin-Tandon. Rhagodia drummondii ingår i släktet Rhagodia och familjen amarantväxter. Inga underarter finns listade i Catalogue of Life.